# Kashiwa Reysol
Il Kashiwa Reysol (柏レイソル?, Kashiwa Reisoru) è una società calcistica giapponese con sede nella città di Kashiwa. Milita nella J1 League, la massima divisione del campionato giapponese.
Il nome Reysol deriva dalle parole spagnole rey (re) e sol (sole).
In origine era la squadra della compagnia Hitachi e giocava nell'allora Japan Soccer League.

## Storia
Il club, fondato nel 1939, fu rifondato ufficialmente nel 1940 a Kodaira (Tokyo) con il nome di Hitachi, Ltd. Soccer Club e fu uno dei fondatori della Japan Soccer League (JSL) nel 1965. A metà anni Settanta ottenne alcuni successi, vincendo due Coppe dell'Imperatore e un campionato nazionale. Nel 1986 la sede del club fu spostata a Kashiwa (Chiba).
Nel 1992, il team entrò a far parte della Japan Football League e ingaggiò l'attaccante brasiliano Careca per cercare di ottenere la promozione in J League. La promozione arrivò nel 1994 e nel 1999 la squadra di Kashiwa vinse la J League Cup. I campionati del 1999 e del 2000 furono quelli in cui il club ottenne i migliori piazzamenti, giungendo al terzo posto in entrambe le occasioni.
Da quel momento, tuttavia, i risultati sportivi peggiorarono: il nuovo allenatore Steve Perryman non riuscì a dare seguito agli ottimi piazzamenti del suo predecessore, Akira Nishino, e nel 2005 il Kashiwa retrocesse in J League 2.
Prima dell'avvio della stagione 2006 fu ingaggiato come nuovo coach Nobuhiro Ishizaki e la squadra fu rinnovata radicalmente. Il Kashiwa riuscì a chiudere il campionato al secondo posto, guadagnando così l'immediata promozione nel massimo campionato nipponico.
La stagione successiva fu complessivamente positiva, il club raggiunse l'ottavo posto in classifica.
Nel 2011 si laureò campione del Giappone ed ottenne il quarto posto nel mondiale per club in seguito alla sconfitta ai calci di rigore contro l'Al-Sadd, dopo lo 0 a 0 dei tempi regolamentari.

## Allenatori
- 1965  Tokue Suzuki
- 1966  Masayoshi Miyazaki
- 1967-1969  Kōtarō Hattori
- 1970-1976  Hidetoki Takahashi
- 1977-1978  Takato Ebisu
- 1979-1981  Mutsuhiko Nomura
- 1982-1985  Yoshiki Nakamura
- 1985-1989  Yoshikazu Nagaoka
- 1989-1993  Hiroyuki Usui
- 1993-1995  Zé Sérgio
- 1995-1996  Antoninho
- 1996-1998  Nicanor
- 1998-2001  Akira Nishino
- 2001-2002  Steve Perryman
- 2002  Tomoyoshi Ikeya
- 2002-2003  Marco Aurélio
- 2004  Tomoyoshi Ikeya
- 2004-2006  Hiroshi Hayano
- 2006-2009  Nobuhiro Ishizaki
- 2009  Shinichiro Takahashi
- 2009  Masami Ihara
- 2009-2015  Nelsinho Baptista
- 2015-2016  Tatsuma Yoshida
- 2016  Milton Mendes
- 2016-2018  Takahiro Shimotaira
- 2018  Nozomu Katō
- 2018-2019  Ken Iwase
- 2019-2023  Nelsinho Baptista
- 2023-2024  Masami Ihara
- 2025-Oggi  Ricardo Rodríguez Suárez

## Palmarès

### Hitachi SC

#### Competizioni nazionali
- Japan Soccer League: 1

1972
- Japan Soccer League Cup: 1

1976
- Coppa dell'Imperatore: 2

1972, 1975
- Japan Soccer League: 1  (Division 2)

1990-91

### Kashiwa Reysol

#### Competizioni nazionali
- J. League: 1

2011
- Coppa Yamazaki Nabisco: 2  (J. League Cup)

1999, 2013
- Coppa dell'Imperatore: 1

2012
- Supercoppa del Giappone: 1

2012
- J2 League: 2

2010, 2019

#### Competizioni internazionali
- Copa Suruga Bank: 1

2014

#### Altri piazzamenti
- Coppa dell'Imperatore:

Finalista: 2008, 2023
Semifinalista: 2015
- Coppa J. League:

Finalista: 2020
Semifinalista: 1996, 2012, 2014
- Supercoppa del Giappone:

Finalista: 2013
- AFC Champions League:

Semifinalista: 2013
- Coppa del mondo per club FIFA:

Quarto posto: 2011

## Organico

### Rosa 2025
Rosa e numerazione aggiornate al 6 luglio 2025.
| N. |                     | Ruolo | Calciatore               |
| -- | ------------------- | ----- | ------------------------ |
| 1  | Giappone (bandiera) | P     | Haruki Saruta            |
| 2  | Giappone (bandiera) | D     | Hiromu Mitsumaru         |
| 3  | Brasile (bandiera)  | D     | Diego                    |
| 4  | Giappone (bandiera) | D     | Taiyō Koga               |
| 5  | Giappone (bandiera) | D     | Hayato Tanaka            |
| 6  | Giappone (bandiera) | C     | Yūto Yamada              |
| 8  | Giappone (bandiera) | C     | Yoshio Koizumi           |
| 9  | Giappone (bandiera) | A     | Mao Hosoya               |
| 11 | Giappone (bandiera) | C     | Masaki Watai             |
| 13 | Giappone (bandiera) | D     | Tomoya Inukai (capitano) |
| 14 | Giappone (bandiera) | C     | Tomoya Koyamatsu         |
| 15 | Giappone (bandiera) | C     | Yōta Komi                |
| 16 | Giappone (bandiera) | D     | Eiichi Katayama          |
| 17 | Giappone (bandiera) | C     | Kōhei Tezuka             |
| 18 | Giappone (bandiera) | A     | Yūki Kakita              |
| 19 | Giappone (bandiera) | C     | Hayato Nakama            |
| 20 | Giappone (bandiera) | A     | Yūsuke Segawa            |
| 22 | Giappone (bandiera) | D     | Hiroki Noda              |
| 23 | Giappone (bandiera) | C     | Kaiji Chōnan             |
| 24 | Giappone (bandiera) | C     | Tōjirō Kubo              |

| N. |                     | Ruolo | Calciatore               |
| -- | ------------------- | ----- | ------------------------ |
| 25 | Giappone (bandiera) | P     | Ryōsuke Kojima           |
| 26 | Giappone (bandiera) | D     | Daiki Sugioka            |
| 27 | Giappone (bandiera) | C     | Kōki Kumasaka            |
| 28 | Giappone (bandiera) | C     | Sachirō Toshima          |
| 29 | Giappone (bandiera) | C     | Takuya Shimamura         |
| 30 | Giappone (bandiera) | C     | Yuito Kamo               |
| 31 | Giappone (bandiera) | D     | Shumpei Naruse           |
| 33 | Giappone (bandiera) | C     | Eiji Shirai              |
| 36 | Giappone (bandiera) | A     | Nabel Yoshitaka Furusawa |
| 37 | Giappone (bandiera) | C     | Shun Nakajima            |
| 38 | Giappone (bandiera) | C     | Rei Shimano              |
| 39 | Giappone (bandiera) | C     | Nobuteru Nakagawa        |
| 40 | Giappone (bandiera) | C     | Riki Harakawa            |
| 41 | Giappone (bandiera) | P     | Daiki Sakata             |
| 42 | Giappone (bandiera) | D     | Wataru Harada            |
| 44 | Giappone (bandiera) | D     | Taisei Kuwata            |
| 46 | Giappone (bandiera) | P     | Kenta Matsumoto          |
| 48 | Giappone (bandiera) | C     | Kazuki Kumasawa          |
| 88 | Giappone (bandiera) | D     | Seiya Baba               |

### Staff tecnico
Staff tecnico aggiornato al 20 aprile 2025.
- Ricardo Rodríguez Suárez - Allenatore
- Ryōichi Kurisawa - Viceallenatore
- Hidekazu Ōtani - Collaboratore tecnico
- Yūta Someya - Collaboratore tecnico
- Naoya Matsubara - Coll. tecnico e prep. fisico
- Keita Inoue - Preparatore portieri
- Yasushi Okamura - Analista
- Takeshi Kōmoto - Analista